# Lublana (powieść)

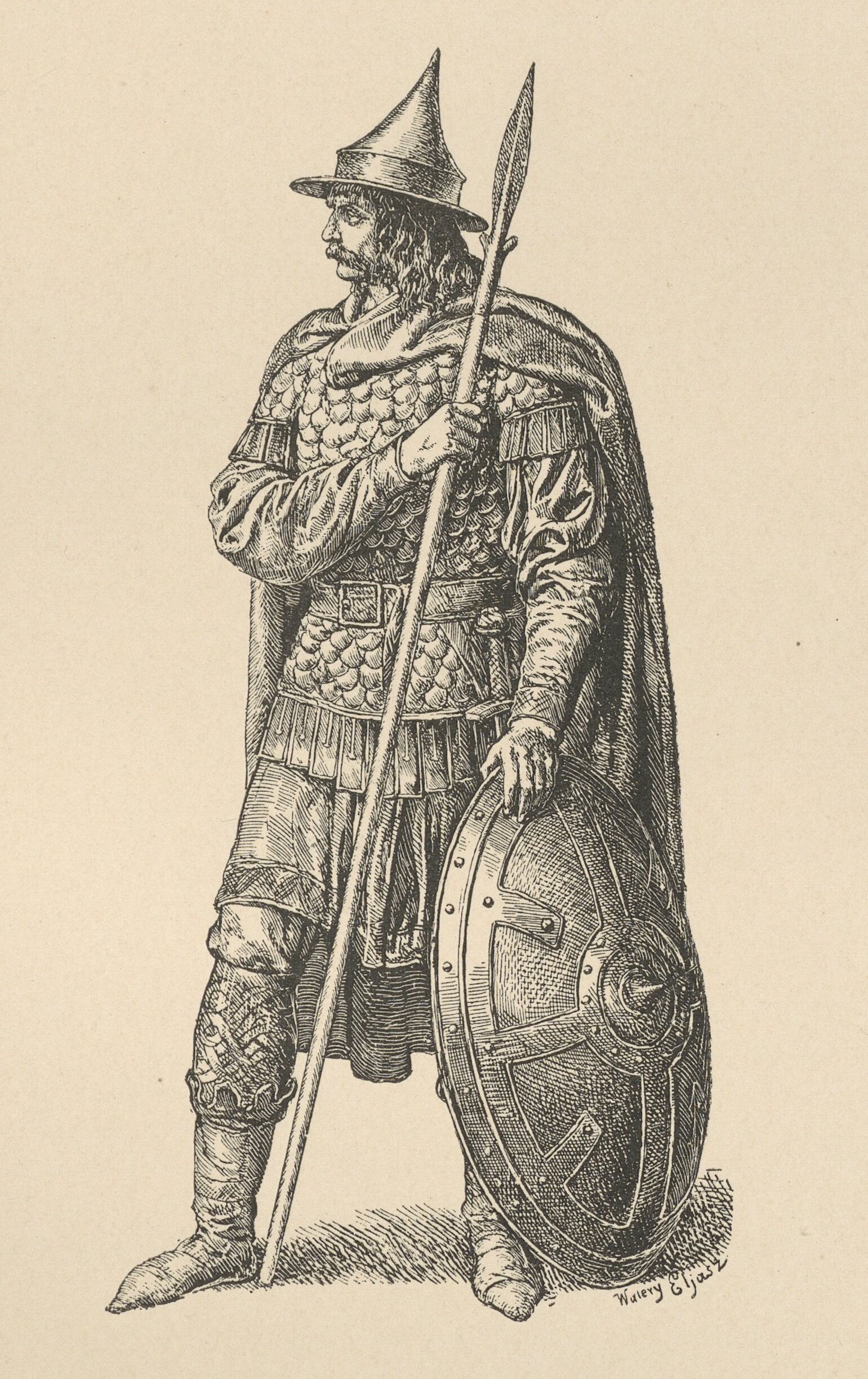
Leniwy kneź...poczuł się znowu wojakiem i wodzem ("Kneź Lestek" – rys. Walery Eljasz-Radzikowski)

Lublana – dwutomowa powieść historyczna o czasach przedpiastowskich, napisana przez Józefa Ignacego Kraszewskiego w 1878 r. w Dreźnie (nie należąca do cyklu Dzieje Polski). 
Dedykowana Marii Ilnickiej – założycielce i pierwszej redaktorce pisma kobiecego „Bluszcz”, w którym drukowano ją w 1879 r. (nr 1-29). W wydaniu książkowym ukazała się w tymże roku w warszawskim wydawnictwie Michała Glücksberga. Później nie wznawiana. Kolejne wydanie dopiero w 1986 r., w edycji dzieł J.I. Kraszewskiego przygotowanej pod kierunkiem prof. Czesława Hernasa.

## Treść
Wątek przewodni stanowi miłość młodego zamożnego kmiecia Mirka do córki bogatego i wpływowego kmiecia Ryżca – dumnej i samowolnej Lublany. Jego plany niespodzianie krzyżuje okrutny i bezwzględny kneź Leszek zwany Sroką, który również zabiega o dziewczynę, chcąc uczynić ją jedną ze swych żon. Uchodząc przed jego zakusami Lublana zmuszona jest ukrywać się; odtąd drogi dwojga młodych na przemian schodzą się i rozchodzą, by szczęśliwe rozwiązanie znaleźć dopiero w finale powieści.
W tle uczuciowych perypetii pary głównych bohaterów przebiega narastający konflikt wolnych kmieci i ich starszyzny z samowładnym kneziem Leszkiem, w kulminacji doprowadzający do jego obalenia i powołania nowego przywódcy.

## Cechy powieści
„Na całość powieści składają się legendy przedhistoryczne połączone z wątkami czysto baśniowymi, co w sumie tworzy jeszcze jeden – obok Starej baśni – obraz czasów przedpiastowskich”. Fabuła tej opowieści charakteryzuje się jednak większym dynamizmem niż w przypadku Starej baśni: przy mniejszej objętości tekstowej utworu, wartka i trzymająca w napięciu akcja obfituje w liczne zwroty i zaskoczenia. Dodatkowym ożywieniem szczuplejszego utworu jest wielość i różnorodność postaci, wśród nich licznych drugo- i trzecioplanowych zarysowanych wyraziście i przedstawionych barwnie (wiedźma „baba” Rusa, kneziowy zausznik Berzda, tajemniczy wróżbita Znosek, parobek Czomber, demoniczny stryj Lublany – Czerniak, jej towarzyszka Mucha, Mirkowi towarzysze Czapla i Dryja itd.)
Akcja pozornie realna zawiera miejscami typowe elementy baśniowe (np. pojawianie się widm w momentach krytycznych, pokonanie wielkich i możnych przez niepozornego i ubogo odzianego). Choć w dwutomowej konstrukcji autor pierwotnie opatrzył część pierwszą tytułem Baśń, a drugą – Powieść, to w końcowych rozdziałach (drugiego tomu) wyraźnie przechodzi w od konwencji „kronikarskiej” do baśniowej. 
„Jest to – jak zauważył Wincenty Danek – odbitka z kliszy Starej baśni, ale należałby się tej powieści raczej tytuł jej poprzedniczki, bo została napisana niemal całkowicie w konwencji baśniowej i przypomina klechdę ludową czy bylinne opowiadanie”.
Stanowi to pośredni efekt tego, że zarys zdarzeń Kraszewski oparł w znacznej części na ahistorycznej relacji kronikarskiej Wincentego Kadłubka i utrwalonej przez niego postaci drugiego z kolei knezia Leszka (Leszko II). Temu na wpół legendarnemu źródłu należy też zawdzięczać swoisty komizm niektórych sytuacji i zdarzeń, jak np. pomysł, by o powierzeniu naczelnej godności w państwie rozstrzygały zawody sportowe (wyścigi konne). Trudno również wykluczyć wpływ innych źródeł literackich: np. przedstawienie wojsk kmieci otaczających gród Leszka nieodparcie przypomina scenę z kroczącym Lasem Birnamskim z szekspirowskiego Makbeta.    

## Porównania zeStarą baśnią
Powstała już po Starej baśni (1876) powieść ta (oprócz tła tej samej epoki) wykazuje z nią niemało podobieństw. Główny wątek miłosny w istocie powtarza trudną miłość Domana i Dziwy, identyczny też jest narastający konflikt kmiecej gromady z samowolnym kneziem, zakończony jego usunięciem. Więcej różnic zawarł autor w charakterystyce postaci. O ile Mirek zbliżony jest do postaci Domana, to postać gnuśnego, rozwiązłego i brutalnego, ale mężnego knezia Leszka wykazuje cechy pozytywne w porównaniu z tchórzliwym samochwałą Chwostkiem. Jeśli „baba” Rusa może być odpowiednikiem Jaruhy, to niepokojąca i poczwarna postać Znoska jako wróżbity wrogiego złu – także dodatnio różni się od jego imiennika ze Starej baśni. Podobne są nikczemne postacie kneziowych zauszników – Berzdy i Smerdy, lecz odmienne ojców – prymitywnego, popędliwego Ryżca i rozważnego, szanowanego Wisza.
Niezmienny w swych uprzedzeniach i w antygermańskim uczuleniu, autor i tu sygnalizuje (choć nieznacznie w porównaniu ze Starą baśnią) odwieczne zagrożenie przez niemczyznę, częstokroć działającą na rzecz wroga wewnętrznego. Próżno jednak w Lublanie szukać dydaktycznego historyzmu cechującego wcześniejszy utwór wraz z jego obszernym „dopiskiem” (Dziejowe legendy) poświęconym krytyczno-historycznemu omówieniu czasów przedpiastowskich.